# Ceiron
Ceirom (en francès Ceyroux) és una localitat i comuna de França, a la regió de la Nova Aquitània, departament de la Cruesa. La seva població al cens de 1999 era de 107 habitants. Està integrada a la Communauté de communes de Bénévent-Grand-Bourg.

## Demografia
| 1968 | 1975 | 1982 | 1990 | 1999 |
| ---- | ---- | ---- | ---- | ---- |
| 266  | 203  | 181  | 135  | 107  |

## Administració
| Període | Identitat     | Partit |
| ------- | ------------- | ------ |
| 2001-   | Daniel Daguet |        |